# Вещево (селище при станції, Ленінградська область)
Вещево (рос. Вещево) — селище залізничної станції у Виборзькому районі Ленінградської області Російської Федерації.
Населення становить 1525 осіб. Належить до муніципального утворення Гончаровське сільське поселення.

## Історія
До 1917 року населений пункт перебував у складі Виборзької губернії Великого князівства Фінляндського. З 1918 по 1940 та в роки Другої світової війни між 1941 та 1944 роками у складі незалежної Фінляндії. Відтак — у складі Ленінградської області.

## Населення
| 2007 | 2010  | 2017  |
| ---- | ----- | ----- |
| 1891 | ↘1626 | ↘1525 |